# Groupe sporting club marseillais
Le Groupe Sporting Club Marseillais est un club de football français fondé par Louis-Bernard Dancausse en 1949, et dissout en 1951. Le club évolue pendant deux saisons dans le Championnat de France de deuxième division. Il joue alors le rôle d'équipe réserve de l'Olympique de Marseille, Dancausse voulant faire jouer de manière régulière les réservistes de l'OM.

## Histoire
La candidature de ce second club pro marseillais est accepté par le Groupement des clubs autorisés en 1949.
Évoluant au Stade de l'Huveaune, le club met fin à ses activités au milieu de sa deuxième saison en D2 en 1951, le club étant soumis à des difficultés financières.

## Bilan saison par saison
| Saison  | Div. | Class.  | M.J. | Vic. | Nuls | Déf. | B.P. | B.C. | Dif. | Moy. Spec. | Coupe de France |
| 1949-50 | D2   | 11e     | 34   | 12   | 7    | 15   | 47   | 61   | -14  | 2130       | 1/32f           |
| 1950-51 | D2   | Abandon | -    | -    | -    | -    | -    | -    | -    | n.c.       | -               |

## Présidents et entraîneurs
Le club a connu en un an et demi d'existence trois présidents : Louis Crouzet qui a notamment été directeur sportif de l'Équipe fédérale Marseille-Provence, M.Arietti (bijoutier marseillais) et Saby Zaraya, riche négociant qui sera ensuite président de l'Olympique de Marseille. Laurent Henric est l'unique entraîneur de l'histoire du club, Robert Boutin étant le directeur sportif.

## Joueurs
La liste des joueurs du GSC Marseille est disponible ici : Catégorie:Joueur du GSC Marseille.

## Source
Coll., Dictionnaire historique des clubs de football français, Pages de Foot, Créteil, 1999, pages 209-210. 